# Ingrid Janbell
May Ingrid Janbell, född 4 augusti 1955 i Borås, är en svensk skådespelare, teaterregissör och föreläsare. 

## Biografi
Ingrid Janbell medverkade som tioåring i TV-filmen Conny och har arbetat som professionell skådespelare sedan 1977. Hon medverkade 1979 i Jackie Södermans Charlotte Löwensköld. För den breda publiken är hon känd som Roland Hassels hustru i deckarfilmerna Hassel.
På teaterscenen har hon setts i bland annat Arsenik och gamla spetsar på Lisebergsteatern i Göteborg 1987 och som fröken Marlyn i Stefan & Kristers lustspel Hemlighuset på Vallarnas friluftsteater i Falkenberg 1996.
Janbell föreläser också om anorexi och bulimi och skrev tillsammans med Louise Raeder pjäsen Matdemonen 1992 som handlar om dessa sjukdomar.

## Filmografi
- 1965 – Conny
- 1979 – Charlotte Löwensköld
- 1980 – Bröllop med förhinder
- 1982 – Mikael 18 år
- 1983 – Med Lill-Klas i kappsäcken
- 1985 – Nya Dagbladet (TV-serie)
- 1985 – En ros av kött
- 1985 – Mask of Murder
- 1986 – Hassel – Anmäld försvunnen
- 1986 – Hassel – Beskyddarna
- 1987 – Varuhuset (TV-serie)
- 1988 – Träpatronerna (TV-serie)
- 1989 – Hassel – Slavhandlarna
- 1989 – Hassel – Säkra papper
- 1989 – Hassel – Terrorns finger
- 1989 – Hassel – Offren
- 1992 – Hassel – De giriga
- 1992 – Hassel – Svarta banken
- 1992 – Hassel – Botgörarna
- 1992 – Hassel – Utpressarna
- 1996 – Hemlighuset
- 2000 – Hassel – Förgörarna
- 2000 – På gränsen (TV-serie)
- 2000 – Nya tider (TV-serie)

## Teater

### Roller
| År   | Roll                  | Produktion                                                                     | Regi               | Teater                   |
| ---- | --------------------- | ------------------------------------------------------------------------------ | ------------------ | ------------------------ |
| 1978 | Fiorella              | Caviar och spagetti (Caviale e lenticchie) Giulio Scarnicci och Renzo Tarabusi | Egon Larsson       | Helsingborgs stadsteater |
| 1980 | Mrs. Truckle          | Rävspel (Sly Fox) Larry Gelbart                                                | Per Møller-Nielsen | Helsingborgs stadsteater |
| 1996 | Marlyn från Stockholm | Hemlighuset Curt Peterson                                                      | Krister Claesson   | Vallarnas friluftsteater |